# جزيرة جروم عكرم (ميدي)

تعديل مصدري - تعديل

جزيرة جروم عكرم هي إحدى جزر مديرية ميدي التابعة لمحافظة حجة.